# Talya Lador-Fresher

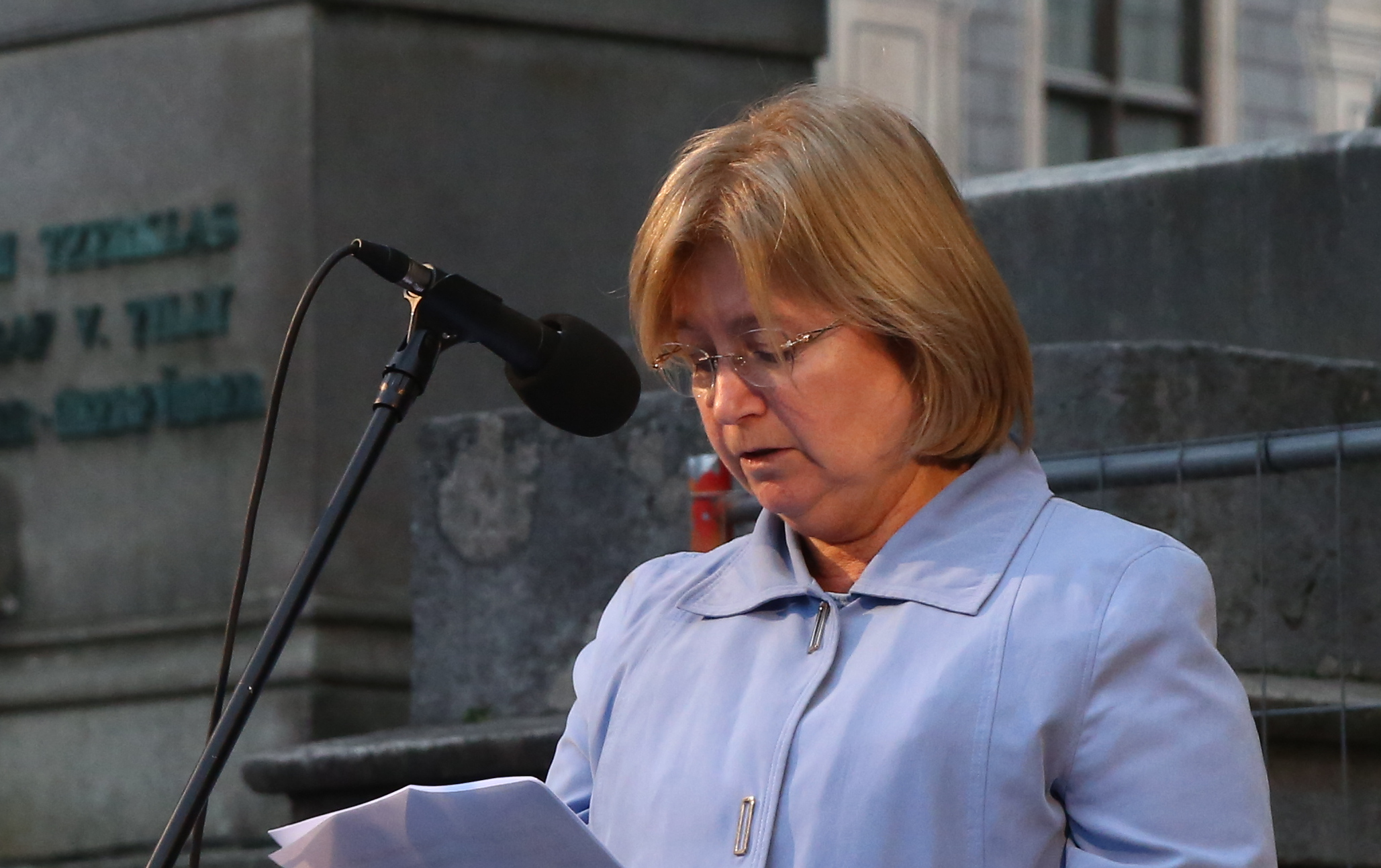
Tayla Lador-Fresher, 9. Oktober 2023, auf dem Münchner Odeonsplatz nach dem Terrorangriff der Hamas auf Israel 2023.

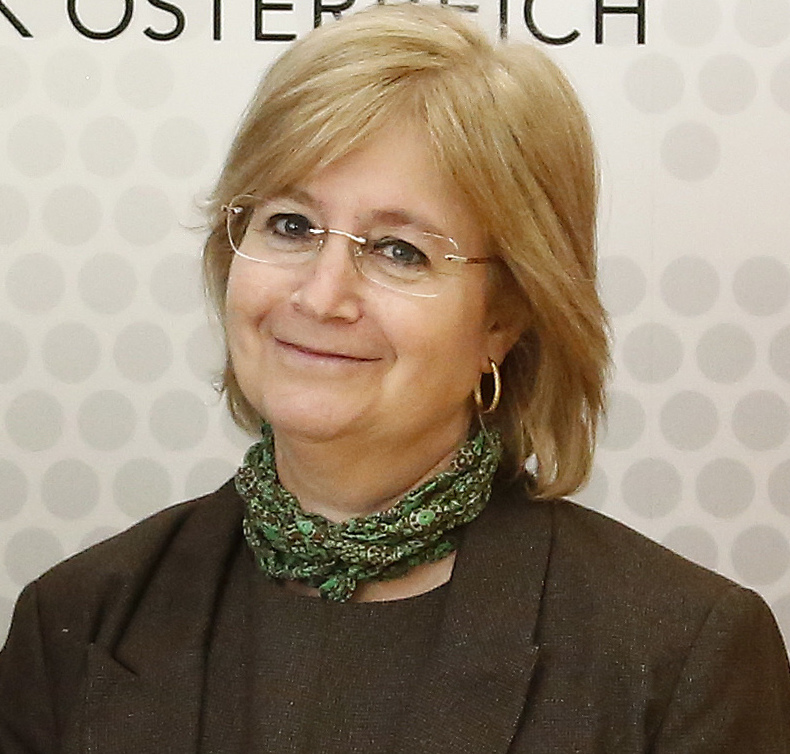
Talya Lador-Fresher, 2016

Talya Lador-Fresher (hebräisch טליה לדור פרשר; geboren 1962 in Petach Tikwa) ist eine israelische Diplomatin. Seit 2023 ist sie Generalkonsulin des Staates Israel in München. Zuvor fungierte sie unter anderem von 2015 bis 2019 als Botschafterin Israels in Österreich und Slowenien.

## Leben
Talya Lador-Fresher absolvierte von 1981 bis 1983 ihren Militärdienst für den Staat Israel im Bereich Nachrichtendienst. Sie studierte Betriebswirtschaft und Politikwissenschaft an der Hebräischen Universität in Jerusalem und schloss 1987 mit einem Bachelor of Arts ab. 1989 trat sie in den Diplomatischen Dienst ihres Landes ein. Von 1991 bis 1993 war sie in der Botschaft Israels in Jamaika tätig, bis 1997 im Generalkonsulat in New York.
Danach war sie jeweils drei Jahre lang im Außenministerium und in der Präsidentschaftskanzlei mit globalen Jüdischen Angelegenheiten befasst. Von 2006 bis 2010 fungierte sie als Bevollmächtigte Gesandte in der Londoner Botschaft. Von 2010 bis 2015 leitete sie die Protokollabteilung des israelischen Außenministeriums. Am 6. Dezember 2015 übernahm sie die Agenden der Botschafterin in Wien und repräsentierte ihr Land als ständige Vertreterin bei den internationalen Organisationen in Wien (UNIDO und OSZE). Ende 2019 verließ sie diesen Posten turnusgemäß und kehrte nach Israel zurück.
Am 13. Januar 2020 wurde Talya Lador-Fresher chargé d’affaires der israelischen Botschaft in Paris, nachdem die bisherige israelische Botschafterin in Frankreich, Aliza Bin-Noun, Ende Dezember den Posten verlassen hatte und zurück nach Israel beordert worden war.
Seit September 2023 leitet Talya Lador-Fresher das Generalkonsulat des Staates Israel (München) für Süddeutschland.
Lador-Fresher ist verheiratet und hat zwei Kinder.